# Symphonicities
Symphonicities es un álbum de Sting en el que se repasan éxitos tanto en solitario como con The Police, en plan sinfónico.
El disco fue producido por Rob Mathes y Sting. Mezclado por Claudius Mittendorfer (Interpol, Franz Ferdinand).
Con la ayuda de la Orquesta Filarmónica Real de Londres, Sting interpretó algunas de sus canciones clásicas como Roxanne y Every Little Thing She Does Is Magic en el centro de Vancouver, en la costa oeste de Canadá. 

## Lista de canciones
Todas las canciones fueron compuestas por Sting.
1. Next to You – 2:30
2. Englishman in New York – 4:23
3. Every Little Thing She Does Is Magic – 4:56
4. I Hung My Head – 5:31
5. You Will Be My Ain True Love – 3:44
6. Roxanne – 3:37
7. When We Dance – 5:26
8. The End of the Game – 6:07
9. I Burn for You – 4:03
10. We Work the Black Seam – 7:17
11. She's Too Good for Me – 3:03
12. The Pirate's Bride – 5:02

- Datos: Q2537315